# Leopold Hawelka
Leopold Hawelka (Mistelbach, 1911. április 11. – Bécs, 2011. december 29.) osztrák kávéház-alapító és -tulajdonos.

## Élete
Leopold Hawelka cseh szülők gyermekeként született, édesapja cipész volt. 1925-ben, 14 éves korában Alsó-Ausztriából Bécsbe költözött családjával, és a Deierl vendéglőben kezdett dolgozni. Itt ismerkedett meg a gasztronómia világával, és nem utolsósorban a két évvel fiatalabb Josefine Danzbergerrel. 1936-ban kötöttek házasságot, majd egy nappal később megnyitották a Kaffee Alt Wien nevű kávéházat a Bäckerstraßéban, Bécs I. kerületében.
1939-be átköltöztek a szintén az I. kerületben található Dorotheergasséba, és immár saját néven nyitottak kávéházat. Ugyanezen év őszén a kávézójuk bezárt, mert Leopold Hawelkát behívták a seregbe. Mind a tulajdonos, mind maga az épület nagyobb sérülések nélkül vészelte át a második világháborút.
A Café Hawelka már 1945-ben  újra megnyílt és művészek, irodalmárok kedvelt találkozóhelyévé vált. Ebben nem utolsósorban az is közrejátszott, hogy maga a tulajdonos is szívesen festegetett és műgyűjtő is volt. A törzsvendégek közé tartozott többek között Hans Carl Artmann, Konrad Bayer, Friedensreich Hundertwasser, Helmut Qualtinger és Oskar Werner.
Hawelka a haláláig rendszeresen megfordult kávézójában, az utolsó időkben is kb. heti húsz órát töltött ott. Felesége, Josefine pedig maga készítette a ház egyik specialitását, a buktát.
Hawelka felesége 2005. március 22-én hunyt el 91 éves korában, Leopold Hawelka pedig néhány hónappal a századik születésnapja után, 2011. december 29-én. A kávézó vezetését már korábban unokái, Michael és Amir Hawelka vették át, a híres buktákat pedig a házaspár fia, Günther Hawelka készíti.